# Jamaikanische Badmintonmeisterschaft 2005
Die Jamaikanische Badmintonmeisterschaft 2005 fand vom 7. bis zum 8. Oktober 2005 im Constant Spring Golf and Country Club in Kingston statt. Es war die 58. Austragung der nationalen Titelkämpfe im Badminton von Jamaika.

## Sieger und Finalisten
| Disziplin    | Sieger                          |
| ------------ | ------------------------------- |
| Herreneinzel | Bradley Graham                  |
| Dameneinzel  | Nigella Saunders                |
| Herrendoppel | Charles Pyne Vishwanauth Tolan  |
| Damendoppel  | Nigella Saunders Alya Lewis     |
| Mixed        | Bradley Graham Nigella Saunders |